# Cylinder head sector
Cylinder Head Sector（シリンダ・ヘッド・セクタ、CHS）は、フロッピーディスクやハードディスク等の同心円上に複数のトラックを持つ記録媒体にアクセスする際、その絶対位置を示す方法。
例えば、FDの表面（オモテ面）、2トラック目、第3セクタをアクセスする場合、H=0 C=1 S=3を設定してBIOSなりFDCを叩けば良い。
初期のハードディスクもこの方式でアクセスを行っていたが、容量が増大するにつれ、内側と外側のトラックでセクタ数が異なる等の理由で内部で適当な値に変換してアクセスするようになった。
そのためCHSでアドレスを管理する意味が薄れ、先頭から何番目のセクタであるかのみを指定してアクセスできた方が便利となったため、現在ではLogical Block Addressing(LBA)によるアクセスが主に用いられている。